# Delegazione apostolica di Civitavecchia
La delegazione apostolica di Civitavecchia fu una suddivisione amministrativa dello Stato della Chiesa, istituita nel 1816 da papa Pio VII con motu proprio "Quando per ammirabile disposizione" nel territorio del Lazio. Nella sua conformazione definitiva confinava a nord con il Granducato di Toscana e la delegazione di Viterbo, a est con la delegazione di Viterbo e la comarca di Roma, a ovest con il Mar Tirreno, a sud con il Mar Tirreno e la comarca di Roma.
Era una delegazione di 3ª classe. In seguito alla riforma amministrativa di Pio IX il 22 novembre 1850 confluì nel circondario di Roma. Dopo la presa di Roma (20 settembre 1870) fu trasformata nel circondario di Civitavecchia della provincia di Roma.